# Chiesa di San Salvatore (Monasterolo del Castello)
La chiesa parrocchiale di Monasterolo del Castello, dedicata al Santissimo Salvatore, ha origine nel XIII secolo ed è stata più tardi rimaneggiata nel XVIII secolo.
Al sagrato si accede dal borgo attraversando un arco e se ne esce da un altro che conduce al piccolo cimitero posto in riva al lago di Endine.

## Descrizione
Il percorso del sagrato è scandito dalle quattordici stazioni della Via crucis collocate in altrettante cappelle settecentesche. Ogni scena della Passione di Gesù è stata eseguita a mosaico negli anni settanta del XX secolo dalla ditta Peresson di Milano su cartoni del pittore Trento Longaretti.

La chiesa custodisce nel suo interno pregevoli opere pittoriche del XVIII secolo tra cui spiccano la Trasfigurazione, olio su tela eseguito da Domenico Carpinoni, e un pregevole altare di marmo nero intarsiato opera di abili maestranze locali della seconda metà del XVII secolo.